# Heraclia comaria
Heraclia comaria là một loài bướm đêm trong họ Noctuidae.